# Emil Perška
Emil Perška (Stara Pazova, 20. lipnja 1896. – Zagreb, 8. svibnja 1945.), nogometaš, i hrvatski reprezentativac, te novinar, karikaturist i povjesničar športa, podrijetlom Slovak.

## Nogometaš
Kao nogometaš počeo je igrati u HAŠK-u. Za vrijeme Prvog svjetskog rata kao vojnik je poslan u Ugarsku gdje je u slobodno vrijeme igrao za Györ. Nakon rata vraća se nakratko u HAŠK. Kao vojni bjegunac bježi u Beč gdje igra za Wiener AC. 1919. i 1920. godine igra za zagrebački Građanski s kojim u tom razdoblju osvaja Novogodišnji pokal, Uskrsni pokal, Pokal hrvatskog radiše i prvenstvo Zagreba. Od 34 utakmice Građanskog Perška je odigrao 22. 1920. godine nakratko igra za francuski FC Generaux. Prvu utakmicu po povratku u Građanski odigrao je 6. ožujka 1921. godine protiv Šparte. U Građanskom je ostao do 1931. godine i osvojio tri državna prvenstva: 1923., 1926., 1928., te sedam naslova prvaka Zagrebačkog nogometnog podsaveza. Za reprezentaciju Zagrebačkog nogometnog podsaveza od 1920. do 1929. odigrao je 32 utakmice. Za reprezentaciju Kraljevine SHS odigrao je 14 utakmica i postigao 2 pogotka. Kao reprezentativac nastupio je na Olimpijskim igrama 1920. i 1924. godine.

## Vojnik
Kao jednogodišnji hrvatski domobranski desetnik bio je 5. prosinca 1918. godine sudionikom prosvjeda na Trgu bana Jelačića. Kao vojni bjegunac pobjegao je u Beč. U Beču 1919. godine potpisuje za zagrebački nogometni klub Građanski, te zahvaljujući dužnosnicima kluba biva pomilovan i vraća se u Zagreb. Za vrijeme Drugog svjetskog rata bio je policijski službenik u NDH. Nakon završetka rata ne zna se njegova sudbina. Najvjerojatnije je do zadnjeg dana branio svoj dom na zagrebačkom Ksaveru, te bio žrtva Narodnooslobodilačke vojske.

## Novinar
Pod imenom Pele-mele pisao je u zagrebačkoj Večeri. Bio je prvi odgovorni urednik Športskog lista u kojem je pisao opširnu rubriku “Dribling i šut“. Bio je esejist, pisao je na duhovit način s mnogo pojedinosti iz nogometnog života. Autor je “Desete obljetnice Zagrebačkog nogometnog podsaveza“. Napisao je i uredio knjige “Sportski almanah grada Zagreba“ 1935. godine, te “Nogomet: Teorija - tehnika - taktika - training“ 1937. godine.